# عبد الله بن محمد الدويش
أَبُو مُحَمَّدٍ عَبْدُ اللَّهِ بْنُ مُحَمَّدِ بْنِ أَحْمَدَ بْنِ عَبْدِ الرَّزَّاقِ بْنِ مُحَمَّدٍ الدُّوَيْشِ السُّبَيْعِيُّ ويُعرف اختصارًا بـ عبد الله بن محمد الدويش (شعبان 1373 – 27 شوال 1408هـ / 1954 – 3 يونيو [حزيران] 1989م)، شيخ ومحدث وعالم سعودي من علماء أهل السنة والجماعة، اشتغل بالتدريس من عام 1395 هـ إلى وفاته 1409 هـ، وله من الكُتب 11 كتاباً مطبوعاً.

## سيرته
ينتهي نسبه إلى العرينات من قبيلة سبيع، وتعود أصول عائلته إلى بلدة العطار التي انتقل عنها جده محمد واستوطن محافظة الزلفي، وقد ولد الدويش فيها عام 1373 هـ-1954، ونشأ فيها يتيم الأم إذ توفيت والدته وهو رضيع، بدأ طلب العلم وهو صغير فارتحل إلى بريدة عام 1391 هـ في سبيل ذلك رغم أنه يبلغ من العمر 19 سنة فقط، وأقام آنذاك في إحدى غرف مسجد الشيخ محمد بن صالح المطوع.
فبدأ من حينه التعلم على أيدي علمائها، وانكب على دراسة العلوم الشرعية؛ كالحديث ومصطلحه ورجاله، والتفسير وأصوله، والفقه، والتوحيد وغيره من العلوم، حتى أصبح عالماً بالعقيدة والتوحيد والتفسير والفقه والنحو، وحفظ الكتب الستة وغيرها من كتب الحديث، وبدأ العمل بالتدريس عام 1395 هـ. 

## مشايخه
تتلمذ على يد كل من:
- الشيخ صالح بن أحمد الخريصي.
- الشيخ عبد الله بن حميد.
- الشيخ صالح بن عبد الرحمن السكيتي.
- الشيخ محمد بن صالح المطوع.
- الشيخ صالح بن إبراهيم البليهي.
- الشيخ محمد بن سليمان العليط.
- الشيخ محمد بن صالح المنصور.
- الشيخ عبد الله بن عبد العزيز التويجري.

## ثناء العلماء عليه
وصفه الشيخ عبد الله البسام بقوله: «نشأ نشأة مباركة عُرِف من خلالها بالصفات الحميدة والأخلاق الطيبة من العفاف والطهارة وحُسن الخلق، وكان آية في سرعة الحفظ والفهم مع الذكاء المتوقد، وكان مكباً على كتب السلف الصالح لذلك تجده شديد التأثر بهم وبأحوالهم…وكان واسع الأفق، جيد الفهم والحفظ لما يُقرأ ويلقى عليه…وكان رحمه الله ليناً في غير ضعف، مهاباً سمحاً كريماً حليماً محبوباً، متقرباً للطالبين والفقراء والمساكين، صبوراً على الأمر بالمعروف والنهي عن المنكر، ولا يخاف في الله لومة لائم، فيه نخوة وشهامة، كثير العبادة من الصلاة والصيام وغيرهما، مُعرضاً عن القيل والقال، سالكاً أهدى سبيل بقدر طاقته، دائم الصمت إلا فيما ينفع، قليل الكلام، حسن السمت، دائم البِشر مبتسماً، وكان عفيفاً، صالحاً، ناسكاً، خاشعاً، حسن الأخلاق، شديد الخشية، كثير الإحسان، قنوعاً في مسكنه وملبسه ومطعمه، وكان لوفاته أسى شديد ومصابه عظيم على أقاربه ومشايخه وتلاميذه وكل من عرفه، وقد خلف الشيخ مكتبة علمية عامرة بالكتب النفيسة». وقد التقى بالألباني في المدينة المنورة عام 1397 هـ فجرى بينهما نقاش علمي انتهى بمدح الألباني له قائلاً: «أنت أحفظنا ونحن أجرأ منك».

## مؤلفاته
وله من الكتب:
- التوضيح المفيد لشرح مسائل كتاب التوحيد
- الزوائد على مسائل الجاهلية
- الألفاظ الموضحة لأخطاء دلائل الخيرات
- دفاع أهل السنة والإيمان عن حديث خلق آدم على صورة الرحمن
- تنبيه القارئ على تقوية ما ضعفه الألباني
- مختصر بدائع الفوائد
- الكلمات المفيدة في تاريخ المدينة
- التعليق على فتح الباري
- المورد الزلال في التنبيه على أخطاء الظلال (رداً على كتاب في ظلال القرآن لسيد قطب)
- التنبيهات النقيات على ما جاء في أمانة مؤتمر الشيخ محمد بن عبد الوهاب
- إرسال الريح القاصف على من أجاز فوائد المصارف

## وفاته
توفى الدويش في مساء يوم السبت 28 شوال، 1409 هـ-3 يونيو، 1989 عن عُمر يناهز 34 عاماً، بسبب مرض دام معه 15 يوماً حتى مات، وخلف من الولد ثلاثة؛ محمد، وعبد الرحمن، وأحمد الذي ولد بعد وفاة أبيه بشهر تقريباً. وبعد وفاته رثاه الشاعر عبد الله بن عبد الرحمن الدوسري بقصيدة يقول فيها:

## وصلات خارجية
- مجموعة مؤلفات الشيخ عبد الله الدويش بصيغة pdf - المكتبة الوقفية